# Subdivisions du Sénégal

Les subdivisions administratives du Sénégal (régions et départements).

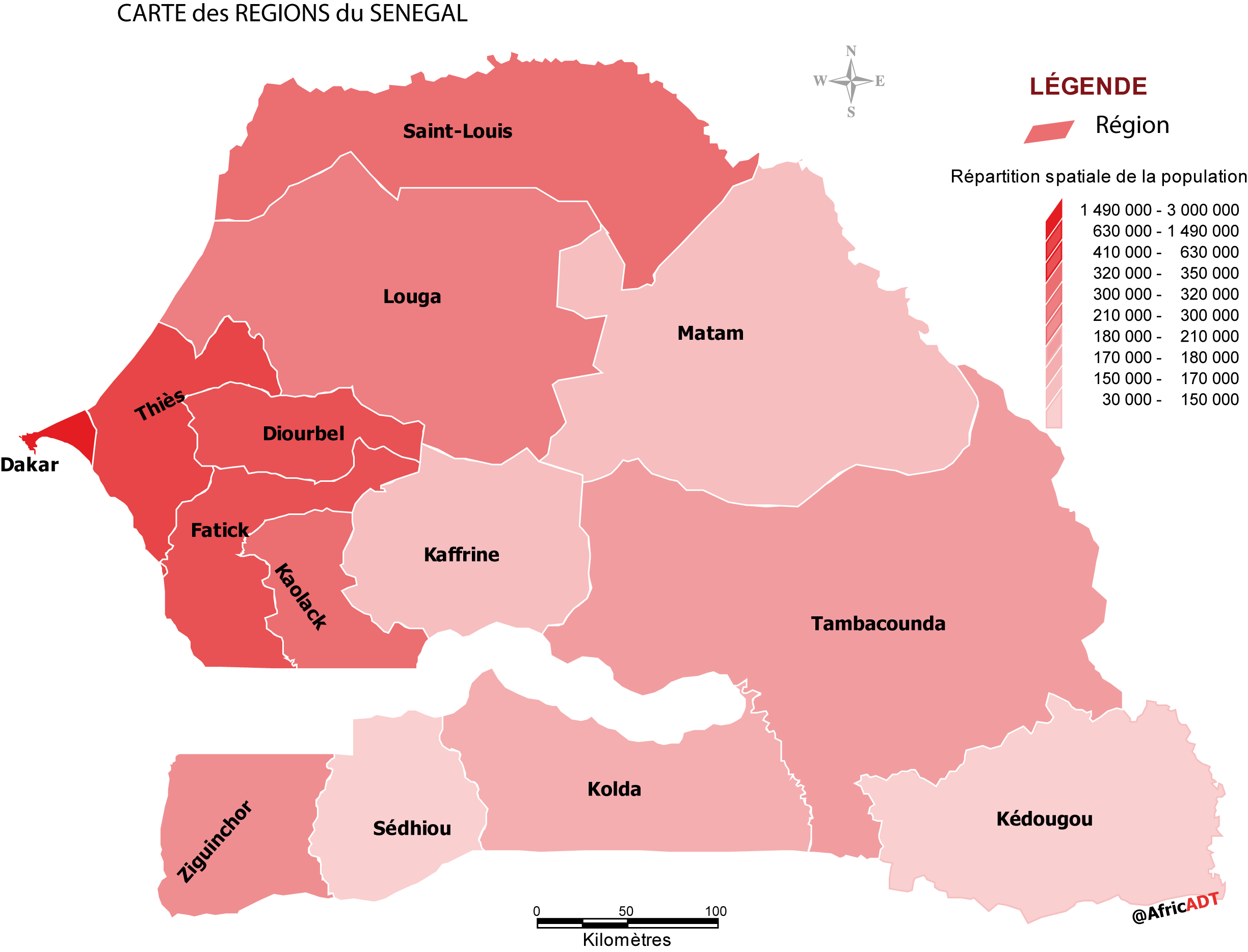
Carte en français des régions sénégalaises, avec la densité.

Le Sénégal est découpé en régions, elles-mêmes découpées en départements. Les départements sont découpés en arrondissements.
Depuis 2008, le Sénégal comprend 14 régions. Depuis 2021, il y a 46 départements. 
En juillet 2008, le nombre de départements s'est accru, 10 localités ayant été érigées en départements :
- 1 dans la région de Kaolack : Guinguinéo
- 2 dans la nouvelle région de Kédougou : Saraya et Salemata
- 2 dans la région de Tambacounda : Koumpentoum et Goudiry
- 2 dans la région de Kaffrine : Birkelane et Malem-Hodar
- 3 dans la nouvelle région de Sédhiou : Médina Yoro Foulah, Goudomp et Bounkiling.

Un nouveau département, Keur Massar, est créé en 2021.
Les départements sont eux-mêmes divisés en 133 arrondissements.
Les villes d'une certaine taille sont subdivisées en communes d'arrondissement, 46 au total. Dakar, par exemple, en possède 19. Les villes moyennes ont été érigées en communes, elles étaient 67 en 2002, elles sont 113 en 2009.
Les autres localités sont des villages regroupés en communautés rurales, qui sont au nombre de 370 en 2009.

## Histoire
À la veille de l'indépendance, le pays est divisé entre la délégation de Dakar, 12 cercles et 24 subdivisions.

## Démographie
| Unité administrative | Unité administrative | Unité administrative | Unité administrative | Population |
| -------------------- | -------------------- | -------------------- | -------------------- | ---------- |
| Sénégal              |                      |                      |                      | 9802775    |
| Région de Dakar      | Région de Dakar      | Région de Dakar      | Région de Dakar      | 2411528    |
| Dép. de Dakar        | Dép. de Dakar        | Dép. de Dakar        |                      | 919683     |
| Dakar                | Dakar                | Dakar                | Dakar                | 919683     |
| Dép. de Pikine       | Dép. de Pikine       | Dép. de Pikine       |                      | 1206540    |
| Guédiawaye           | Guédiawaye           | Guédiawaye           | Guédiawaye           | 452168     |
| Pikine               | Pikine               | Pikine               | Pikine               | 754372     |
| Dép. de Rufisque     | Dép. de Rufisque     | Dép. de Rufisque     |                      | 285305     |
| Bargny               | Bargny               | Bargny               | Bargny               | 38739      |
| Rufisque             | Rufisque             | Rufisque             | Rufisque             | 165274     |
| Sébikotane           | Sébikotane           | Sébikotane           | Sébikotane           | 16316      |
| Région de Diourbel   | Région de Diourbel   | Région de Diourbel   | Région de Diourbel   | 930008     |
| Dép. de Bambey       | Dép. de Bambey       | Dép. de Bambey       |                      | 256482     |
| Bambey               | Bambey               | Bambey               | Bambey               | 26993      |
| Dép. de Diourbel     | Dép. de Diourbel     | Dép. de Diourbel     |                      | 235845     |
| Diourbel             | Diourbel             | Diourbel             | Diourbel             | 112950     |
| Dép. de Mbacké       | Dép. de Mbacké       | Dép. de Mbacké       |                      | 437681     |
| Mbacké               | Mbacké               | Mbacké               | Mbacké               | 64824      |
| Région de Fatick     | Région de Fatick     | Région de Fatick     | Région de Fatick     | 639075     |
| Dép. de Fatick       | Dép. de Fatick       | Dép. de Fatick       |                      | 254417     |
| Diofior              | Diofior              | Diofior              | Diofior              | 6495       |
| Fatick               | Fatick               | Fatick               | Fatick               | 39166      |
| Dép. de Foundiougne  | Dép. de Foundiougne  | Dép. de Foundiougne  |                      | 192243     |
| Foundiougne          | Foundiougne          | Foundiougne          | Foundiougne          | 4387       |
| Sokone               | Sokone               | Sokone               | Sokone               | 12995      |
| Passi                | Passi                | Passi                | Passi                | 4798       |
| Dép. de Gossas       | Dép. de Gossas       | Dép. de Gossas       |                      | 192415     |
| Gossas               | Gossas               | Gossas               | Gossas               | 10391      |
| Guinguinéo           | Guinguinéo           | Guinguinéo           | Guinguinéo           | 14848      |
| Kahone               | Kahone               | Kahone               | Kahone               | 2808       |
| Région de Kaolack    | Région de Kaolack    | Région de Kaolack    | Région de Kaolack    | 1128128    |
| Dép. de Kaffrine     | Dép. de Kaffrine     | Dép. de Kaffrine     |                      | 441779     |
| Kaffrine             | Kaffrine             | Kaffrine             | Kaffrine             | 27177      |
| Koungheul            | Koungheul            | Koungheul            | Koungheul            | 13707      |
| Dép. de Kaolack      | Dép. de Kaolack      | Dép. de Kaolack      |                      | 423710     |
| Kaolack              | Kaolack              | Kaolack              | Kaolack              | 243209     |
| Gandiaye             | Gandiaye             | Gandiaye             | Gandiaye             | 6442       |
| Ndoffane             | Ndoffane             | Ndoffane             | Ndoffane             | 8724       |
| Dép. de Nioro du Rip | Dép. de Nioro du Rip | Dép. de Nioro du Rip |                      | 262639     |
| Nioro                | Nioro                | Nioro                | Nioro                | 18331      |

| Unité administrative | Unité administrative | Unité administrative | Unité administrative | Population |
| -------------------- | -------------------- | -------------------- | -------------------- | ---------- |
| .                    |                      |                      |                      | .          |
| Région de Kolda      | Région de Kolda      | Région de Kolda      | Région de Kolda      | 834753     |
| Dép. de Kolda        | Dép. de Kolda        | Dép. de Kolda        |                      | 264671     |
| Kolda                | Kolda                | Kolda                | Kolda                | 61770      |
| Dép. de Sédhiou      | Dép. de Sédhiou      | Dép. de Sédhiou      |                      | 398615     |
| Goudomp              | Goudomp              | Goudomp              | Goudomp              | 9263       |
| Marsassoum           | Marsassoum           | Marsassoum           | Marsassoum           | 8363       |
| Sédhiou              | Sédhiou              | Sédhiou              | Sédhiou              | 19227      |
| Dép. de Vélingara    | Dép. de Vélingara    | Dép. de Vélingara    |                      | 171467     |
| Vélingara            | Vélingara            | Vélingara            | Vélingara            | 22496      |
| Région de Louga      | Région de Louga      | Région de Louga      | Région de Louga      | 559268     |
| Dép. de Kébémer      | Dép. de Kébémer      | Dép. de Kébémer      |                      | 152185     |
| Kébémer              | Kébémer              | Kébémer              | Kébémer              | 15248      |
| Dép. de Linguère     | Dép. de Linguère     | Dép. de Linguère     |                      | 191072     |
| Dahra                | Dahra                | Dahra                | Dahra                | 15322      |
| Linguère             | Linguère             | Linguère             | Linguère             | 11405      |
| Dép. de Louga        | Dép. de Louga        | Dép. de Louga        |                      | 216011     |
| Louga                | Louga                | Louga                | Louga                | 86663      |
| Région de Matam      | Région de Matam      | Région de Matam      | Région de Matam      | 423041     |
| Dép. de Kanel        | Dép. de Kanel        | Dép. de Kanel        |                      | 171918     |
| Kanel                | Kanel                | Kanel                | Kanel                | 8997       |
| Semmé                | Semmé                | Semmé                | Semmé                | 4492       |
| Waounde              | Waounde              | Waounde              | Waounde              | 8041       |
| Dép. de Matam        | Dép. de Matam        | Dép. de Matam        |                      | 291555     |
| Matam                | Matam                | Matam                | Matam                | 11676      |
| Ourossogui           | Ourossogui           | Ourossogui           | Ourossogui           | 8887       |
| Thilogne             | Thilogne             | Thilogne             | Thilogne             | 5043       |
| Dép. de Ranérou      | Dép. de Ranérou      | Dép. de Ranérou      |                      | 41660      |
| Ranérou              | Ranérou              | Ranérou              | Ranérou              | 1262       |

| Unité administrative  | Unité administrative  | Unité administrative  | Unité administrative  | Population |
| --------------------- | --------------------- | --------------------- | --------------------- | ---------- |
| .                     |                       |                       |                       | .          |
| Région de Saint-Louis | Région de Saint-Louis | Région de Saint-Louis | Région de Saint-Louis | 863440     |
| Dép. de Dagana        | Dép. de Dagana        | Dép. de Dagana        |                       | 404518     |
| Dagana                | Dagana                | Dagana                | Dagana                | 25142      |
| Richard-Toll          | Richard-Toll          | Richard-Toll          | Richard-Toll          | 70465      |
| Saint-Louis           | Saint-Louis           | Saint-Louis           | Saint-Louis           | 154496     |
| Dép. de Podor         | Dép. de Podor         | Dép. de Podor         |                       | 167367     |
| Podor                 | Podor                 | Podor                 | Podor                 | 7610       |
| Ndioum                | Ndioum                | Ndioum                | Ndioum                | 5157       |
| Région de Tambacounda | Région de Tambacounda | Région de Tambacounda | Région de Tambacounda | 530332     |
| Dép. de Bakel         | Dép. de Bakel         | Dép. de Bakel         |                       | 152933     |
| Bakel                 | Bakel                 | Bakel                 | Bakel                 | 9882       |
| Dép. de Kédougou      | Dép. de Kédougou      | Dép. de Kédougou      |                       | 75331      |
| Kédougou              | Kédougou              | Kédougou              | Kédougou              | 15068      |
| Dép. de Tambacounda   | Dép. de Tambacounda   | Dép. de Tambacounda   |                       | 302068     |
| Tambacounda           | Tambacounda           | Tambacounda           | Tambacounda           | 69574      |
| Région de Thiès       | Région de Thiès       | Région de Thiès       | Région de Thiès       | 1348637    |
| Dép. de Mbour         | Dép. de Mbour         | Dép. de Mbour         |                       | 429038     |
| Joal-Fadiouth         | Joal-Fadiouth         | Joal-Fadiouth         | Joal-Fadiouth         | 32401      |
| Mbour                 | Mbour                 | Mbour                 | Mbour                 | 148985     |
| Nguékhokh             | Nguékhokh             | Nguékhokh             | Nguékhokh             | 6282       |
| Thiadiaye             | Thiadiaye             | Thiadiaye             | Thiadiaye             | 7635       |
| Dép. de Thiès         | Dép. de Thiès         | Dép. de Thiès         |                       | 540078     |
| Khombole              | Khombole              | Khombole              | Khombole              | 13445      |
| Pout                  | Pout                  | Pout                  | Pout                  | 27628      |
| Thiès                 | Thiès                 | Thiès                 | Thiès                 | 273599     |
| Dép. de Tivaouane     | Dép. de Tivaouane     | Dép. de Tivaouane     |                       | 379521     |
| Meckhe                | Meckhe                | Meckhe                | Meckhe                | 17375      |
| Tivaouane             | Tivaouane             | Tivaouane             | Tivaouane             | 43612      |
| Région de Ziguinchor  | Région de Ziguinchor  | Région de Ziguinchor  | Région de Ziguinchor  | 557606     |
| Dép. de Bignona       | Dép. de Bignona       | Dép. de Bignona       |                       | 224617     |
| Bignona               | Bignona               | Bignona               | Bignona               | 35895      |
| Thionck-Essyl         | Thionck-Essyl         | Thionck-Essyl         | Thionck-Essyl         | 7721       |
| Dép. de Oussouye      | Dép. de Oussouye      | Dép. de Oussouye      |                       | 49871      |
| Oussouye              | Oussouye              | Oussouye              | Oussouye              | 6308       |
| Dép. de Ziguinchor    | Dép. de Ziguinchor    | Dép. de Ziguinchor    |                       | 283118     |
| Ziguinchor            | Ziguinchor            | Ziguinchor            | Ziguinchor            | 216971     |